# Lijst van rivieren in de Dominicaanse Republiek

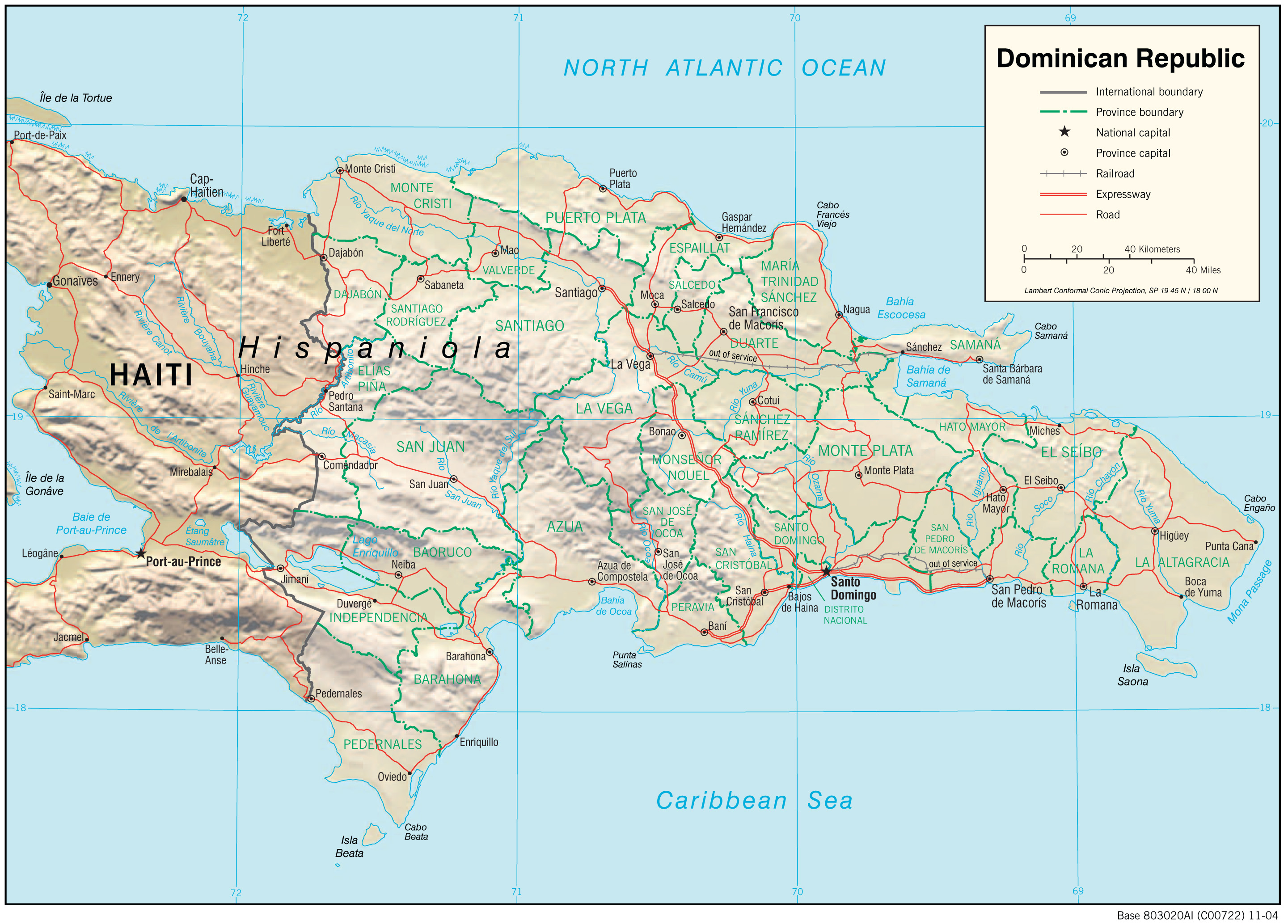
Kaart van de Dominicaanse Republiek.

Dit is een lijst van rivieren in Dominicaanse Republiek. De rivieren in deze lijst zijn geordend naar drainagebekken en de opeenvolgende zijrivieren zijn ingesprongen weergegeven onder de naam van elke hoofdrivier.

## Rivieren naar drainagebekken
Deze lijst is kloksgewijs gerangschikt, beginnend in het noordoosten van het land.

### Atlantische Oceaan
- Dajabón (Massacre)
- Yaque del Norte
  - Mao
  - Jimenoa
- Yuna
  - Camú
- Guamira

### Caribische Zee
- Yuma
- Chavón
- Soco
- Iguamo (Higuamo)
- Ozama
  - Isabela
  - Yabacao
- Haina
- Ocoa
- Nizao
- Yaque del Sur
  - Limón
  - San Juan
- Soliette
- Pedernales
- Artibonito
  - Macasía
  - Libón
  - El Pez